# Dalbergia hupeana
Dalbergia hupeana är en ärtväxtart som beskrevs av Henry Fletcher Hance. Dalbergia hupeana ingår i släktet Dalbergia, och familjen ärtväxter.

## Underarter
Arten delas in i följande underarter:
- D. h. hupeana
- D. h. laccifera

## Bildgalleri

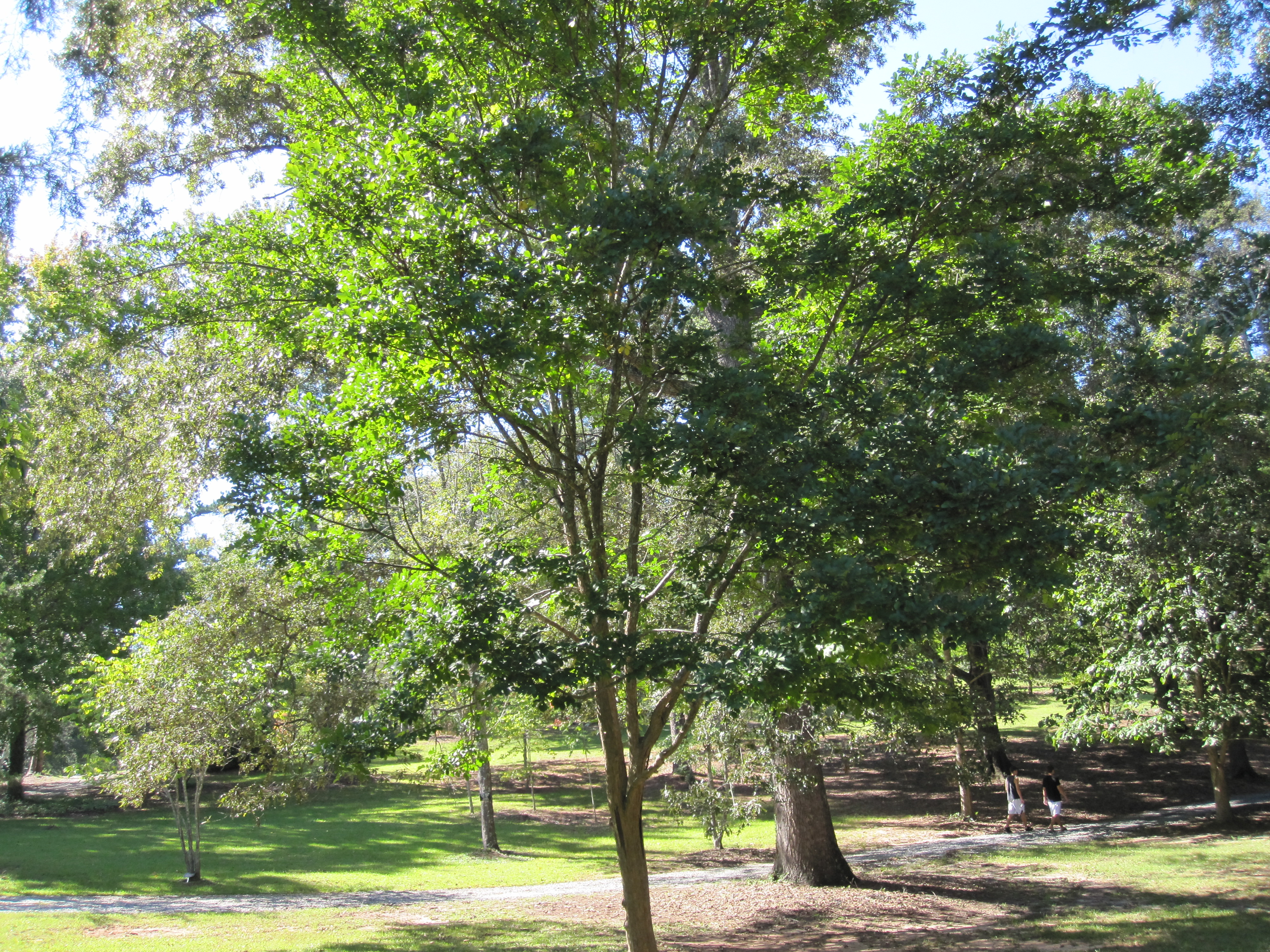